# Ladea
Ladea is een bestuurslaag in het regentschap Nias van de provincie Noord-Sumatra, Indonesië. Ladea telt 1205 inwoners (volkstelling 2010).